# Hildebrand Gurlitt
Hildebrand Gurlitt, född 15 september 1895 i Dresden, död 9 november 1956 i Oberhausen, var en tysk konsthistoriker och konsthandlare. Han var direktör för König-Albert-Museum i Zwickau och för Kunstverein in Hamburg. I Nazityskland agerade han som konsthandlare på uppdrag av regimen vid försäljningen av beslagtagen så kallad urartad konst, det vill säga modernistiska och avantgardisktiska konstverk, till köpare i utlandet. Han var också en av de viktigaste mellanhänderna för Adolf Hitler vid anskaffandet av konst till dennes planerade konstmuseum i Linz i Österrike, inte minst från det ockuperade Frankrike.

## Levnad
Hildebrand Gurlitt växte upp i Dresden. Han var son till konsthistorikern Cornelius Gurlitt och sonson till landskapsmålaren Louis Gurlitt. En av hans bröder var musikhistorikern Wilibald Gurlitt. Han gifte sig 1923 med dansaren Helene ("Lena“) Hanke (död 1968) och hade med henne sonen Cornelius och dottern Benita (1935–2012).
Under första världskriget var Hildebrand Gurlitt officer i tyska armén och blev sårad vid tre tillfällen. Han studerade konsthistoria vid Humboldt-Universität zu Berlin i Berlin och vid Johann Wolfgang Goethe-Universität i Frankfurt am Main. Han disputerade i Frankfurt 1924 med en avhandling om byggnadshistorien för Katharinenkirche i Oppenheim.
Hildebrand Gurlitt var König-Albert-Museums i Zwickau förste chef 1925-30. Han byggde upp konstsamlingen modernistisk och avantgardistisk konst och stod i personlig förbindelse med många samtida konstnärer, till exempel med Ernst Barlach. Han öppnade därefter en konsthandel i Hamburg. 

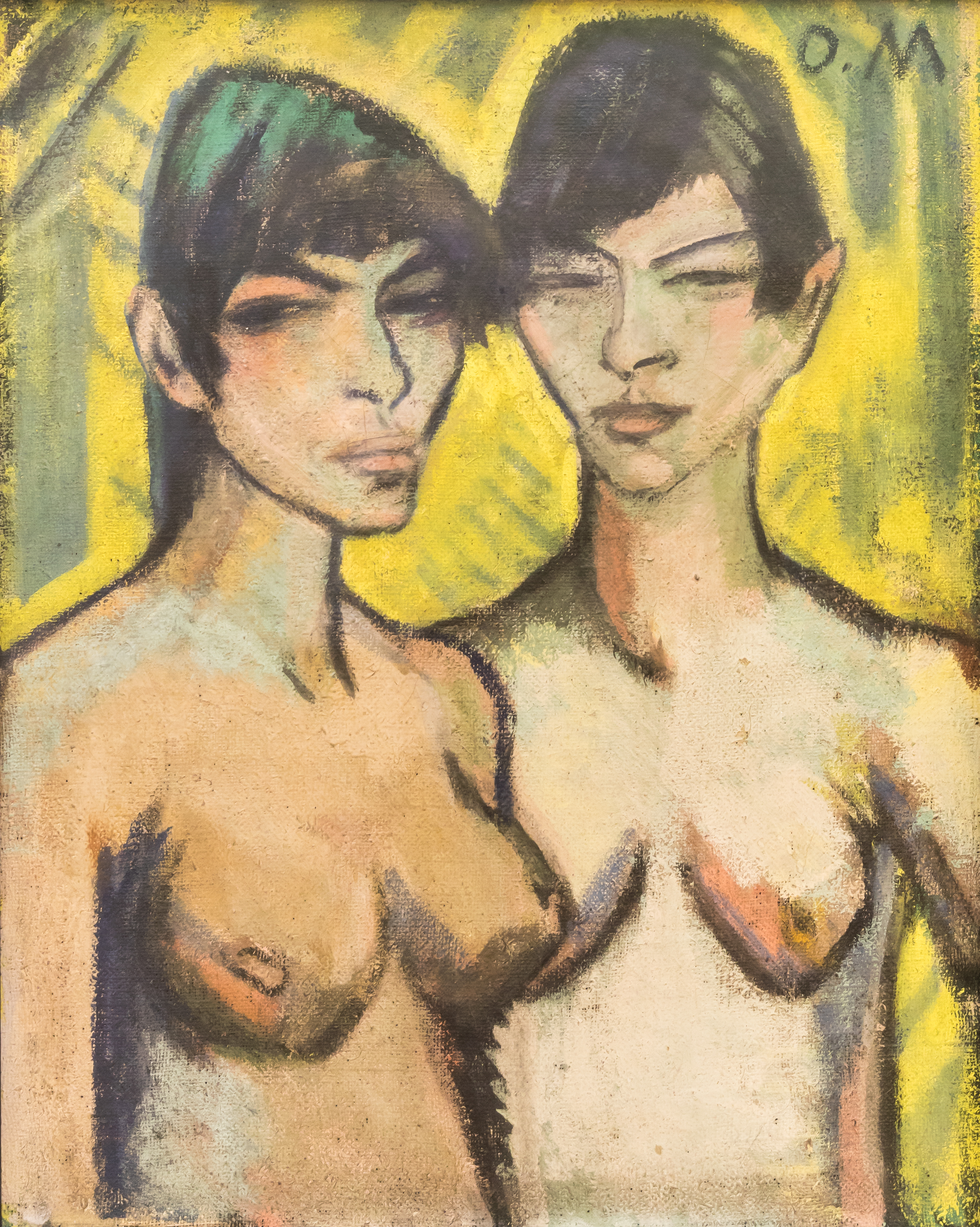
Zwei weibliche Halbakte av Otto Mueller förmedlades av Gurlitt och restituerades till föregående ägare Ilsmar Littmanns arvingar.

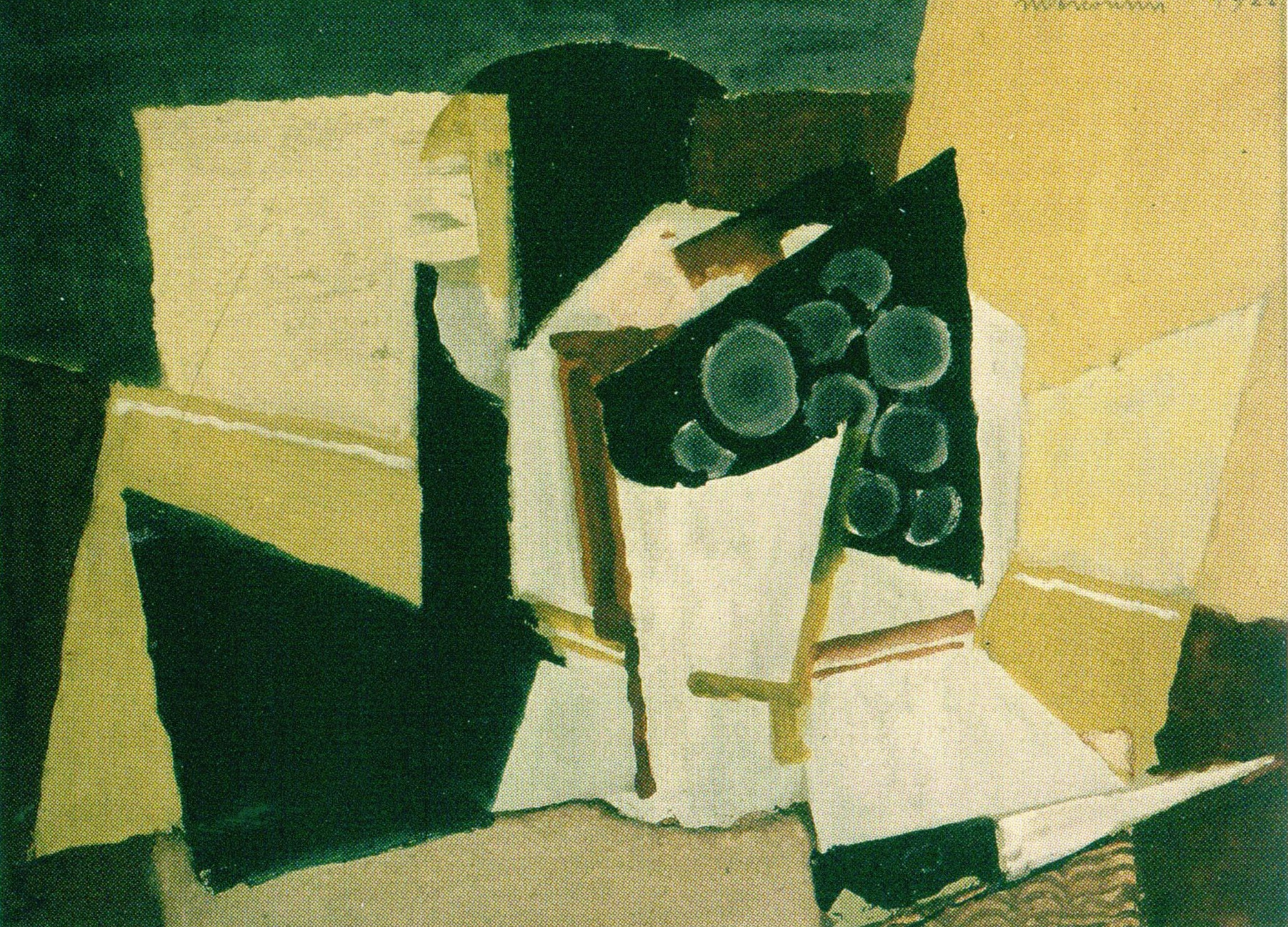
Louis Marcoussis Grappe de raisins handlad genom Hildebrand Gurlitt efter beslag 1937

För försäljning av beslagtagen "urartad konst" till utländska köpare utsåg den tyska regimen HIldegard Gurlitt och tre andra konsthandlare. De sysslade med detta 1938-41. Gurlitt sålde också beslagtagna verk till inhemska samlare.
Hildebrand Gurlitt flyttade 1942 till Dresden. År 1943 blev konsthistorikern Hermann Voss ny chef för  Adolf Hitlers egna konstsamlingsprojet Sonderauftrag Linz och enrollerade Hildebrand Gurlitt som projektets huvudansvarige för konstanskaffning i Frankrike. I Frankrike var många tyska organisationer, och också privatpersoner som Hermann Göring, inblandade i uppköp och röveri av konst.
Hildebrand Gurlitt greps i slutfasen av kriget av amerikanska armén 1945 och sattes i husarrest. Den amerikanska arméns enhet Monuments, Fine Arts, and Archives Section (Monuments Men) betraktade honom som en ledare inom Hermann Voss Sonderauftrag Linz och förhörde honom i Aschbach i juni 1945 om hans roll som konsthandlare för den nazistiska regimen. Gurlitt bestred alla anklagelser om olaglig befattning med verk med fransk proveniens.
Han genomgick senare en avnazifieringsprocess 1948, trots att han såsom av judisk börd inte kunde tillhöra en nazistisk organisation. Han återupptog verksamhet som konsthandlare och blev 1948 chef för Kunstverein für die Rheinlande und Westfalen i Düsseldorf.

## Hildebrand Gurlitts konstsamling
Huvudartikel: Konstbeslaget i München 2012
Delar av Hildebrand Gurlitts samling beslagtogs av de allierade 1945 i Aschbach och förvarades i amerikanska arméns Wiesbaden Central Collecting Point, men återlämnades 1950. Han fick också 1945/46 tillbaka målningen Wagen in den Dünen av Max Liebermann från Hamburger Kunsthalle. År 1956 ställdes delar av samlingen ut i USA. 
I februari upptäcktes i sonen Cornelius Gurlitts våning i München 1.280 av Hildebrand Gurlitt ärvda verk, vilka senare togs i beslag efter beslut av en tysk åklagarmyndighet. Senare upptäcktes också konst i dennes hus i Salzburg.